# ティモ・スフィア
ティモ・スフィア（Timo Sufia、1996年11月7日 - ）は、ジャパンラグビーリーグワン花園近鉄ライナーズに所属するラグビーユニオンの選手。

## プロフィール
- サモア出身。
- ポジションはセンター(CTB)。
- 身長 180 cm、体重 99 kg
- 7人制日本代表に選ばれた[2]。

## 略歴
2016年にアロフィオタオカレッジ卒業。
2017年、朝日大学に入学。
2020年から、7人制日本代表に選ばれる。
2021年、北海道バーバリアンズに加入。
2024年7月、花園近鉄ライナーズに入団。
2025年1月25日に行われたJAPAN RUGBY LEAGUE ONE第4節釜石シーウェイブス戦にて途中出場で公式戦初出場を果たした。